# Mioma
Mioma is een plaats (freguesia) in de Portugese gemeente Sátão en telt 1174 inwoners (2001).